# حصان كردفاني
الحصان الكردفاني أو الدرافوري:8 أو الغرباوي هو نُويع من سلالة الخيليات تنتشر في جنوب دارفور وجنوب غرب كردفان في السودان وتوجد أعداد منه في جنوب تشاد،:408 يستخدم إما للركوب أو للجر.:408 هذا الحصان هو واحد من أربع سلالات من الأحصنة موجودة في السودان (الثلاثة الأخرى حصان دنقلا والحصان السوداني وحصان التوليد).:505

## التاريخ
ينحدر هذا الحصان من سلالة الحصان البربري. أطلقت الحكومة السودانية في القرن العشرين برنامج لتحسين السلالة في مزرعة الخيول بنيالا في جنوب دارفور، هُجن فيها الفرس مع خيول عربية وثوروبريد. هذا التهجين اكسب السلالة حجمًا أكبر لكنه أفقدها المتانة وسماتها الأصلية. لم يبقَ سوى عدد قليل من الخيول التي لم تتأثر بعملية التهجين بحلول خمسينيات أو ستينيات القرن العشرين.:408
قُدر العدد الإجمالي لحصان كردفان بعدد بين 8000 و10,000 رأس في عام 1994. صنفت منظمة الأغذية والزراعة (الفاو) السلالة على أنها غير مهددة بالانقراض في عام 2007، وهو التصنيف ذاته الذي اعتمدته نظام المعلومات حول تنوع الحيوانات المحلية عام 2023.:111

## الوصف
هذا حصان صغير الحجم، إذ يبلغ متوسط ارتفاعه عند الكتفين حوالي 140 سم أو 145 سم.:245 ويتميز بصلابته وقدرته على التحمل.:408:245 له عنق وكتفين قويين، وظهر وأدراف متناسقة،:245 ووجهه محدب.:408 غالبًا ما يكون وبره أشهبًا وفي بعض الأحيان يكون أشقرًا أو كميتًا.:408:245 متوسط وزنه 450 للذكور و400 للإناث.